# Antonio Parma
Antonio Parma (1854 – 1922) è stato un imprenditore italiano.

## Biografia
Diede vita alla sua azienda nel 1870 a Lainate, e formò il primo nucleo di una maestranza specializzata. Uno dei lavori del periodo iniziale fu la costruzione del sistema di custodia del pallio d'oro di Vuolvinio nell'altare maggiore della Basilica di Sant'Ambrogio in Milano.
Nel 1902 l'azienda fu trasferita a Saronno. Nel nuovo stabilimento l'attrezzatura e la disposizione dei reparti vennero concepiti per una produzione di serie.Dal primo decennio del Novecento la ditta si dedicò alla costruzione di impianti completi di cassette di sicurezza per banche.
Nel 1916 lo stabilimento si ingrandì, acquistando nuovi macchinari e rielaborando la sua organizzazione commerciale. Nell'impresa entrarono i figli del fondatore e nel 1922 la ragione sociale fu modificata in Parma Antonio & Figli. Prima della sua morte nel 1922, Antonio Parma ricevette la  Croce di Cavaliere del Lavoro.
I figli, Angelo, Ernesto, Piero, Paolo e Ambrogio perfezionarono la produzione. Nel 1929 fu costruita per il Banco di Chiavari una porta che è tuttora la più pesante al mondo: 600 quintali e tuttora funzionante. A partire dal 2003 l'azienda è di proprietà di Piero Parma, figlio di Ambrogio, presidente e amministratore delegato, e dei figli Alberto ed Emanuele.